# Pog
Per Pog si intende un gioco popolare nella prima metà degli anni novanta, o gli stessi gettoni di cartone collezionati per questo gioco. Il nome dei gettoni derivava dalla bevanda POG, un succo di frutta (al gusto frutto della passione, arancia e guava); i tappi della bevanda in questione inizialmente erano usati come gettoni per questo gioco. Il Pog è nato a Maui, nelle Hawaii, intorno agli anni trenta, ma venne popolarizzato dalla Canada Games Company che lo propose in Nord America nella prima metà degli anni Novanta, periodo in cui vennero vendute versioni commerciali dei gettoni Pog, che ottennero un enorme successo tra i preadolescenti.  È possibile che le origini del Pog debbano essere ricercate anche nel gioco giapponese Menko.

## Regole di base del gioco
La versione classica del gioco prevede che un giocatore impili diversi Pog, il suo avversario dovrà impilarne un numero uguale. Tutti i Pog devono essere rivolti con la faccia decorata rivolta verso il basso. Quindi uno dei due giocatori prende uno Slammer (un Pog più spesso, spesso fatto di plastica o metallo, chiamato anche 'kini') e lo lancia contro la colonna dell'avversario, con l'obiettivo di capovolgere il numero massimo di gettoni. I Pog capovolti diventano proprietà dell'avversario, quelli rimasti con la faccia decorata verso il basso rimangono allo sfidante. Nel turno successivo sarà l'altro giocatore a lanciare lo Slammer e ad aggiudicarsi i Pog. Il gioco può essere giocato da più di due persone, gestendo opportunamente i turni.
Nota: La versione originale giocata alle Hawaii non prevedeva uno "Slammer." I veri tappi del latte, usati negli anni Trenta, avevano imprecisioni che rendevano il gioco più difficile, e l'urto si realizzava con un altro tappo, identico agli altri messi in gioco.

## Storia
Già dagli anni venti i contadini delle Hawaii giocavano a Pog (chiamandolo con altri nomi) usando tappi delle bottiglie di latte. Nel 1991 la maestra elementare Blossom Galbiso, sempre nelle Hawaii, insegnò questo gioco ai suoi studenti, presentandolo come un vecchio passatempo di gioventù.
In realtà già nel XVII secolo i giapponesi giocavano a un gioco di carte molto simile, il Menko.

## Popolarità
I Pog divennero celebri negli anni Novanta, quando ne furono prodotte centinaia di varianti, decorate con immagini di giochi, personaggi di cartoni animati, film e sportivi. Oggi la moda è ampiamente passata, ed i collezionisti devono cercare i Pog più rari (in base alle immagini decorative) su siti come eBay.

## I Pog In Italia
Oltre che in America il gioco divenne celebre anche in Europa. In Italia era particolarmente celebre la serie originale, quella venduta su scala mondiale edita dalla "World Pog Federation", decorata da una mascotte, Pogman, un buffo personaggio antropomorfo, peloso e con un grande sorriso.
Proprio ad opera della World Pog Federation la prima serie "ufficiale" fece la sua comparsa in Italia nel 1994, mentre le successive due serie sono rispettivamente del 1995 e del 1996.
La prima serie italiana dei pog consiste di 100 pezzi e viene semplicemente indicata come Pog Serie N° 1. La seconda serie consiste di 60 pezzi, è caratterizzata dal nome Il Giro del Mondo, sui quali viene raffigurato Pogman in luoghi famosi di tutto il mondo. La terza ed ultima serie italiana consiste di 100 pezzi e viene indicata come Il Club dei Campioni.

## Polemiche
Poiché i bambini ottenevano giocando i Pog dei compagni, molte scuole li vietarono, considerandoli una forma di gioco d'azzardo. I divieti provocarono diverse polemiche, specialmente in Nord America, Regno Unito e Australia.

## Pog educativi
Allo scopo di capitalizzare il successo del Pog, molte organizzazioni caritatevoli o di sensibilizzazione crearono i loro Pog. Questi gettoni, per la loro rarità e originalità, sono particolarmente ricercati dai collezionisti. Alcuni, ad esempio, erano decorati con frasi della Bibbia.

## Attualità
Nel 2006 Funrise ha rilanciato i Pog in negozi specializzati, con una nuova serie di sponsorizzazioni e collezioni speciali vendute online. L'evento ha avuto risonanza sui network televisivi americani Fox e CBS.